# 羅哲·馬洪尼
羅哲·彌額爾·馬洪尼，KGCHS（1936年2月27日—）是天主教美國籍司鐸級樞機及洛杉磯總教區榮休總主教。

## 生平
- 1930年10月15日，馬洪尼生於美國加利福尼亞州洛杉磯的荷里活。
- 1962年5月1日晉鐸。
- 1975年3月19日晉牧，並獲教宗若望保祿二世任命為弗雷斯諾教區輔理主教及塔馬斯卡尼領銜教區領銜主教。
- 1980年至1985年，改任命為斯托克頓教區主教。1985年9月5日任為洛杉磯總教區。
- 1991年6月28日，被任為司鐸級樞機及領四殉道堂區司鐸銜。
- 2011年3月1日榮休及由若瑟·歐拉西奧·戈梅斯（英语：José Horacio Gómez）接替成為洛杉磯總教區正權總主教。

## 外部連結
- . Holy See Press Office.   [2019-07-27]. （原始内容存档于2019-07-27） （英语）.
- Mahony's blog 美國國會圖書館的存檔，存档日期2012-09-12
- Archdiocese of Los Angeles website （页面存档备份，存于）
- Mahony's speech at the National Press Club （页面存档备份，存于）, delivered May 25, 2000
- "Called By God To Help" （页面存档备份，存于）, editorial by Mahony in The New York Times, published 2006-03-22
- "Los Angeles Cardinal Hid Abuse, Files Show" （页面存档备份，存于） New York Times, January 21, 2013
- Landsberg, Mitchell. . Los Angeles Times. February 23, 2011  [2018-04-03]. （原始内容存档于2011-03-03）.